# .py
.py (em castelhano:  Paraguay) é o código TLD (ccTLD) na Internet para o Paraguai.

## Domínios de segundo nível
- com.py
- coop.py
- edu.py
- mil.py
- gov.py
- org.py
- net.py
- una.py